# Erasmo Pèrcopo
Erasmo Pèrcopo  (* 26. Februar 1860 in Neapel; † 19. Januar 1928 ebenda) war ein italienischer Romanist, Italianist und Literaturwissenschaftler.

## Leben und Werk
Pèrcopo studierte in Neapel bei Francesco D’Ovidio, Michele Kerbaker (1835–1914) und Bonaventura Zumbini. Er habilitierte sich 1894, nahm 1903 eine Lehrstuhlvertretung wahr und war ab 1906 in Neapel „Professore incaricato“. Er war Schriftleiter der Zeitschrift Rassegna critica della letteratura italiana (1921–1925) und Gründungsherausgeber der Studi di letteratura italiana, 13 Bde., 1899–1922 (Bde. 1–6 mit Nicola Zingarelli). Pèrcopo forschte vor allem im Bereich der süditalienischen Literatur. Die Universität Neapel Federico II veranstaltete am 28. Mai 1996 zu seinen Ehren ein Kolloquium (Giornata di studi).

## Werke
- Poemetti sacri dei secoli 14. e 15., Bologna, Romagnoli, 1885; Bologna, 1969.
- Due studi su le laudi di Jacopone da Todi. Contributo all'edizione critica, Bologna, Fava, 1886.
- (Hrsg.) Pietro da Eboli, I bagni di Pozzuoli. Poemetto napolitano del sec. 14., Neapel, Furchheim, 1887.
- (Hrsg.) La giostra delle virtù e dei vizi. Poemetto marchigiano del secolo 14., Bologna, Fava, 1887.
- (Hrsg.) Le rime di Benedetto Gareth detto il Chariteo secondo, 2 Bde., Neapel, 1892.
- Pomponio Gaurico umanista napoletano, Neapel, Pierro, 1894.
- La prima imitazione dell'Arcadia, Neapel, Pierro, 1894.
- Artisti e scrittori aragonesi. Contribuzione ad uno studio su Napoli nel Rinascimento, Neapel 1895.
- (mit Berthold Wiese) Geschichte der Italienischen Literatur von den ältesten Zeiten bis zur Gegenwart, Leipzig/Wien, Bibliographisches Institut, 1899.
  - Storia della letteratura italiana dai primi tempi fino ai nostri giorni, Turin, Utet, 1900.
- La poesia giocosa, Mailand, Vallardi, 1903 (Storia dei generi letterari italiani, 53/57).
- (Hrsg.) Lettere di Giovanni Pontano a principi ed amici, Neapel 1907.
- (Hrsg.) Antonio Cammelli, I sonetti faceti secondo l'autografo ambrosiano, Neapel, N. Jovene E C., 1908.
  - hrsg. von Paolo Orvieto, Pistoia, Libreria dell'Orso, [2005].
- Antonio Cammelli e i suoi "sonetti faceti", Rom 1913, 622 Seiten.
- (Hrsg.) Luigi Tansillo, Il Canzoniere edito ed inedito secondo una copia dell'autografo ed altri manoscritti e stampe
  - 1: Poesie amorose, pastorali e pescatorie, personali, famigliari e religiose, Neapel, Artigianelli, 1927; Neapel, Liguori, 1996.
  - 2: Poesie eroiche ed encomiastiche, hrsg. von Tobia R. Toscano, Neapel, Liguori, 1996.
- Vita di Jacobo Sannazaro, hrsg. von  G. Brognoligo, Neapel 1931.
- Vita di Giovanni Pontano, hrsg. von Michele Manfredi, Neapel, ITEA, 1938.
- Nuovi documenti su gli scrittori e gli artisti dei tempi aragonesi, hrsg. von Mario Del Treppo, Neapel 1997 (mit Würdigung des Autors durch den Herausgeber).